# Bischofroda
Bischofroda là một đô thị thuộc huyện Wartburg trong bang Thüringen, nước Đức. Đô thị này có diện tích 10,04 km², dân số thời điểm 31 tháng 12 năm 2006 là 693 người.